# Lázaro Alonso Romero
Lázaro Alonso Romero (Medina de Rioseco, Valladolid, España, 1866- Medina de Rioseco, 6 de octubre de 1941) fue un agricultor y miembro del Congreso de los Diputados por la fracción política albista. 

## Biografía
En 1891, al poco de concluir sus estudios de derecho,  ocupa el cargo de fiscal municipal en el Partido judicial de Rioseco siendo entonces juez  Saturnino Ceijas Cano.
Propietario agrícola con un importante patrimonio herencia de su abuelo paterno acrecentado con la herencia de su madre Estefanía Romero, 127 fincas en el término segoviano de Fuentidueña. Su tío Felipe Romero Gilsanz fue diputado republicano por el distrito de Cuéllar.  Eduardo Romero Fraile fue alcalde conservador de Valladolid.
Como  industrial promueva una fundición que pese a su limitado alcance, influye en la economía local.
Cofundador en 1910 de  una empresa eléctrica filial de la “Electra Popular Vallisoletana”.
Miembro de familia Pizarro-Cuadrillero ocupa varios cargos públicos. Gaspar Cuadrillero Oteo fue Diputado por el Distrito de Rioseco (1857-1858).
José María Pizarro fue el jefe del albismo local.
Vicente Cuadrillero fue diputado en dos ocasiones: Rioseco (1876-1878) y Valladolid (1884-1886).
Promotor del Sindicato Agrícola de Rioseco junto con José María Pizarro. Dos significados liberales continúan las ideas de Vicente Pizarro,  presidente del Gremio de Labradores,  reclamando la creación de un organismo que cumpliese las funciones financieras propias de un sindicato. Por otra parte,  Santiago Alba busca  controlar la institución evitando la presencia de personalidades rivales.

## Alcalde
Alcalde de Medina de Rioseco nombrado por Real Orden  de 1 de julio de 1897 formando parte del Partido Conservador, sustituye a Germán Pizarro Albert siendo sustituido el 10 de noviembre de 1897 por el gamacista José Diez Serrano.
Nombrado nuevamente por Real Orden de 19 de abril de 1901 fue sustituido el 1 de enero de 1902 por el albista José María Pizarro
Alonso.

## Presidente de la Diputación
Diputado provincial frente a la candidatura ministerial.
Presidente de la Diputación Provincial de Valladolid (1915-1916) sustituyendo a Luis Conde Rodríguez, sustituido por Emilio Gómez Diez.

## Diputado
Obtuvo acta de diputado en el Congreso de los Diputados por la circunscripción de Villalón de Campos, tras ser elegido diputado en la elección parcial de 30 de junio de 1918.

## Reconocimiento
Rioseco  dio su nombre a la principal calle de la ciudad.